# تودی، استونی
تودی، استونی (به لاتین: Tuudi) یک روستا در استونی است که در دهستان لیهولا واقع شده‌است.